# Martin Karsten
Martin Elimar August Johannes Karsten (* 21. Dezember 1890 in Plau, Mecklenburg-Schwerin; † 19. Dezember 1995 in Hamburg) war ein deutscher Politiker der DDP und der CDU.

## Leben

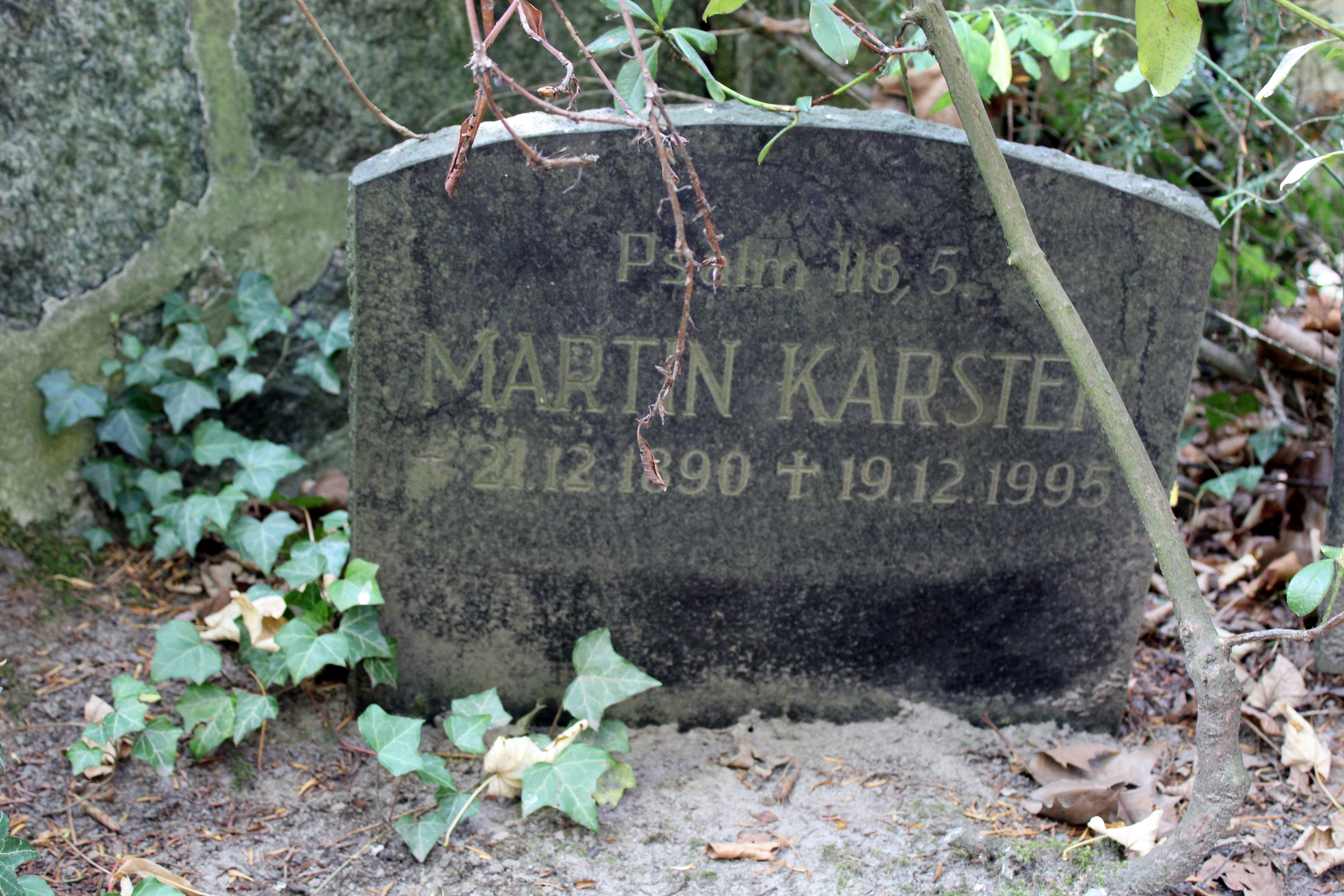
Grab Martin Karsten Friedhof Plau am See

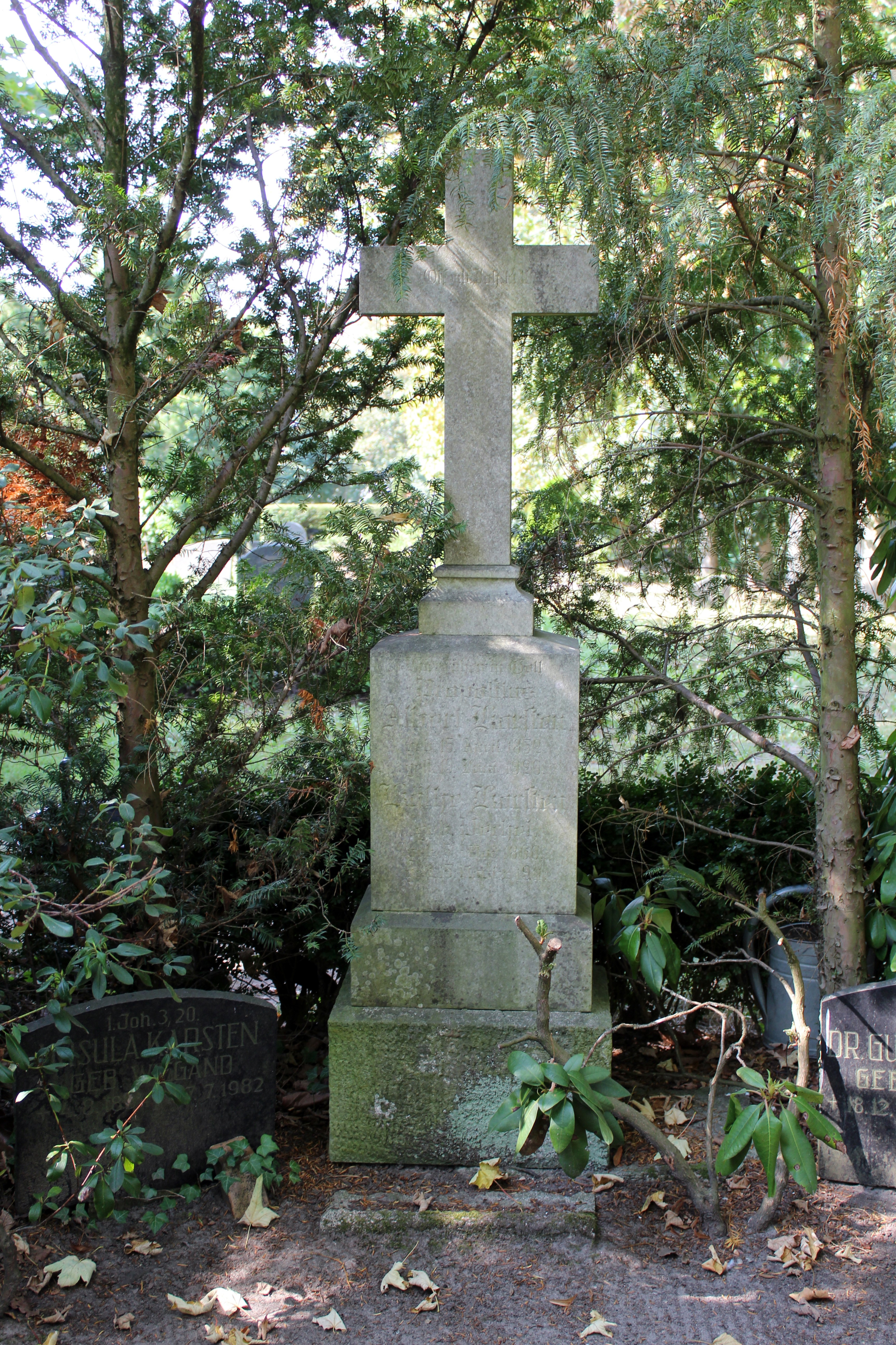
Grab der Eltern

Karstens Eltern waren der Pastor Albert Karsten (1852–1920) und seine Ehefrau Katharine geb. Pechel. Großvater war Pastor Achim Franz Sigismund Gottlieb Karsten (1821–1888), Urgroßvater Pastor Heinrich Karsten (1792–1871), Ur-Urgroßvater Franz Christian Lorenz Karsten (1751–1829). Der Troja-Entdecker Heinrich Schliemann war ein Großonkel. 
Nach der Reifeprüfung 1909 studierte Martin Karsten an der Universität Rostock, der Eberhard Karls Universität Tübingen und der Ludwig-Maximilians-Universität München Klassische Philologie. Er nahm als Soldat am Ersten Weltkrieg teil. 1919 trat er als Lehrer am Lyzeum Schwerin mit Studienanstalt in Schwerin in den Schuldienst ein. Politisch schloss er sich der DDP an; zeitweise war er Vorsitzender der Schweriner Ortsgruppe. 1936 wurde er an die Schweriner Oberschule für Jungen versetzt. In der Nachkriegszeit in Deutschland gehörte Karsten zu den Mitbegründern der CDU in Mecklenburg-Vorpommern. Er übernahm 1945 zunächst den Vorsitz der Schweriner Ortsgruppe und war seit dem 6. April 1946 Vorsitzender des Kreisverbandes Schwerin. Bei den Kommunalwahlen in der SBZ 1946 erhielt er ein Mandat für die Stadtverordnetenversammlung Schwerin. Auch nach der Gleichschaltung der Ost-CDU blieb Karsten der Partei verbunden. 1950 wurde er heftig von der SED attackiert, weil er deren Führungsrolle nicht akzeptieren wollte. Der Volksbildungsminister Mecklenburgs Gottfried Grünberg machte Karsten zudem mitverantwortlich für die Differenzen zwischen der kirchlich gebundenen Jugend und der FDJ an der Goethe-Oberschule, an der er unterrichtete. Karsten wurde deshalb als Lehrer an eine andere Schule zwangsversetzt. Ehrenamtlich engagierte sich Karsten über sein Pensionsalter hinaus in der Schweriner Domgemeinde und in der Landessynode der Evangelisch-Lutherischen Landeskirche Mecklenburgs. Er starb mit (fast) 105 Jahren in Hamburg und wurde im Familiengrab in Plau am See beigesetzt.